# Mauriano (cônsul honorário)
Mauriano (em latim: Maurianus) foi um oficial bizantino do século VI ou VII. É conhecido através de seus selos nos quais é registrado como cônsul honorário; o obverso possui seu nome e no reverso há seu título. Foi sugerido que talvez esse Mauriano seja o general homônimo ativo sob Constante II (r. 641–668), mas não há certeza.